# Coraia subeyanescens
Coraia subeyanescens là một loài bọ cánh cứng trong họ Chrysomelidae. Loài này được Schaffer miêu tả khoa học năm 1906.